# Prosthechea greenwoodiana
Prosthechea greenwoodiana là một loài thực vật có hoa trong họ Lan. Loài này được (Aguirre-Olav.) W.E.Higgins miêu tả khoa học đầu tiên năm 1997.